# (6327) Tijn
(6327) Tijn  es un asteroide del cinturón principal perteneciente al cinturón de asteroides, región del sistema solar que se encuentra entre las órbitas de Marte y Júpiter.
Fue descubierto el 9 de abril de 1991 por Eleanor F. Helin desde el Observatorio Palomar.

## Designación y nombre
Designado provisionalmente como 1991 GP1 fue nombrado en honor de Tijn Kolsteren (n. 2010 - f. 2017), un niño de los Países Bajos, quien, a los 6 años y diagnosticado con un tumor cerebral incurable, recaudó más de 2 millones de euros para la Cruz Roja Internacional, como parte del programa de radio benéfico holandés Serious Request 2016.

## Características orbitales
(6327) Tijn está situado a una distancia media del Sol de 2,760 ua, pudiendo alejarse hasta 3,388 ua y acercarse hasta 2,132 ua. Su excentricidad es 0,228 y la inclinación orbital 14,446 grados. Emplea 1674,56 días en completar una órbita alrededor del Sol.
Los próximos acercamientos a la órbita de Júpiter tendrán lugar el 22 de noviembre de 2071, el 11 de noviembre de 2131 y el 24 de noviembre de 2153.

## Características físicas
La magnitud absoluta de (6327) Tijn es 13,09. Tiene 10,973 km de diámetro y su albedo se estima en 0,034.